# Fim da escravidão nos Estados Unidos

Abolição da escravidão nos diferentes estados dos EUA ao longo do tempo:
Abolição da escravidão durante ou logo após a Revolução Americana
Lei Noroeste (The Northwest Ordinance), 1787
Emancipação gradual em Nova Iorque (a partir de 1799, concluída em 1827) e Nova Jersey (a partir de 1804, concluída pela Décima Terceira Emenda, 1865)
Compromisso do Missouri (The Missouri Compromise), 1821
Abolição efetiva da escravidão pela autoridade mexicana ou conjunta dos EUA e da Grã-Bretanha
Abolição da escravidão por ação do Congresso, 1861
Abolição da escravidão por ação do Congresso, 1862
Proclamação de Emancipação como originalmente emitida, 1º de janeiro de 1863
Operação subsequente da Proclamação de Emancipação em 1863
Abolição da escravidão por ação do Estado durante a Guerra de Secessão
Operação da Proclamação de Emancipação em 1864
Operação da Proclamação de Emancipação em 1865
Décima terceira emenda à Constituição dos EUA, 18 de dezembro de 1865
Território incorporado aos EUA após a aprovação da Décima Terceira Emenda

Desde o final do século XVIII até a década de 1860, vários estados dos Estados Unidos permitiam a escravização de seres humanos, a maioria dos quais havia sido transportada da África durante o comércio de escravos no Atlântico ou eram seus descendentes. A instituição da escravidão como bens móveis foi estabelecida na América do Norte no século XVI sob as colonizações espanhola, britânica, francesa e holandesa.
Após a fundação dos Estados Unidos em 1776, o país dividiu-se em estados escravagistas (que permitiam a escravidão) e estados livres (que proibiam a escravidão). A escravidão concentrou-se no Sul dos Estados Unidos. O Ato Proibindo a Importação de Escravos de 1807 baniu o comércio atlântico de escravos, mas não o comércio interno de escravos ou a própria escravidão. A escravidão foi finalmente abolida em todo o país após a Guerra de Secessão (1861–1865), na qual o governo dos EUA derrotou uma confederação de estados escravagistas rebeldes que tentou se separar dos EUA para preservar a instituição da escravidão. Durante a guerra, o presidente dos EUA, Abraham Lincoln, emitiu a Proclamação de Emancipação, que ordenou a libertação de todos os escravos nos estados rebeldes. Em dezembro de 1865, a Décima Terceira Emenda à Constituição dos EUA foi ratificada, abolindo a escravidão em todo o país.
A escravidão existiu principalmente nos Estados Unidos por 76 anos:: de 4 de março de 1789, quando o governo federal dos Estados Unidos começou a operar como país com seu primeiro Congresso, até ser abolida em 18 de dezembro de 1865. A posse de escravos por nativos americanos também persistiu até 1866, quando o governo federal negociou novos tratados com as "Cinco tribos civilizadas", nos quais elas concordaram em encerrar a escravidão. Em junho de 2021, o Juneteenth, um dia que comemora o fim da escravidão nos EUA, tornou-se um feriado federal.
Embora a escravidão tenha sido abolida nos Estados Unidos desde o fim da Guerra Civil, ela continua existindo como punição por supostos crimes cometidos.

## Contexto
A escravidão como bens móveis foi estabelecida em todo o Hemisfério Ocidental ("Novo Mundo") durante a era da colonização europeia. Durante a Guerra de Independência dos Estados Unidos (1775-1783), os estados rebeldes, também conhecidos como as Treze Colônias, limitaram ou proibiram a importação de novos escravos no comércio de escravos no Atlântico e os estados dividiram-se em estados escravagistas e livres, quando alguns dos estados rebeldes começaram a abolir a instituição. A escravidão tornou-se uma instituição cada vez mais controversa no século XIX, levando a grandes controvérsias e compromissos nos Estados Unidos, especialmente na admissão de novos estados, sejam escravagistas ou livres.

## Guerra de Secessão
A Guerra de Secessão nos Estados Unidos de 1861 a 1865 foi travada entre os Estados Unidos da América ("a União" ou "o Norte") e os Estados Confederados da América (estados do Sul que votaram pela secessão: "a Confederação" ou "o Sul"). A principal causa da guerra foi a questão da escravidão, especialmente sua expansão para terras recém-adquiridas após a Guerra Mexicano-Americana. Às vésperas da Guerra de Secessão em 1860, quatro milhões dos 32 milhões de americanos (quase 13%) eram pessoas negras escravizadas, principalmente no sul dos Estados Unidos.
A prática da escravidão nos Estados Unidos foi uma das questões políticas centrais do século XIX, décadas de agitação política sobre a escravidão culminaram na guerra. No início da Guerra de Secessão, havia 34 estados nos Estados Unidos, 15 dos quais permitiam a escravidão. Antes de Lincoln assumir o cargo, sete desses estados escravagistas, após convenções dedicadas ao tema, emitiram declarações de secessão dos Estados Unidos e criaram os Estados Confederados da América. Mais quatro se juntaram a eles após o início da guerra, e todos os onze eram representados no Congresso dos Estados Confederados [en]. Os estados escravagistas que permaneceram na União (Maryland, Missouri, Delaware e Kentucky, chamados estados de fronteira) continuaram representados no Congresso dos EUA. Como a Proclamação de Emancipação, emitida em 1º de janeiro de 1863, aplicava-se apenas aos estados "em rebelião", ela não se aplicava aos estados de fronteira, nem ao Tennessee, pois este já estava sob controle da União. Durante a guerra, a abolição da escravidão foi exigida pelo presidente Abraham Lincoln para a readmissão dos estados confederados.
O Congresso dos EUA, após a saída do influente contingente sulista em 1861, era geralmente contrário à escravidão. Em um plano endossado por Abraham Lincoln, a escravidão no Distrito de Colúmbia, que o contingente sulista havia protegido, foi abolida em 1862. Os territórios ocupados pela União na Louisiana e no leste da Virgínia, que haviam sido isentos da Proclamação de Emancipação, também aboliram a escravidão por meio de constituições estaduais redigidas em 1864. O estado do Arkansas, que não estava isento, mas ficou parcialmente sob controle da União em 1864, adotou uma constituição antiescravagista em março daquele ano. Os estados de fronteira de Maryland (novembro de 1864) e Missouri (janeiro de 1865), e o estado confederado ocupado pela União, Tennessee (janeiro de 1865), todos aboliram a escravidão antes do fim da Guerra de Secessão, assim como o novo estado da Virgínia Ocidental (fevereiro de 1865), que se separou da Virgínia em 1863 devido à questão da escravidão. No entanto, a escravidão persistiu em Delaware, Kentucky, e (em uma extensão muito limitada) em Nova Jersey e, legalmente, em 7 dos 11 antigos estados confederados.

## Proclamação de Emancipação
A Proclamação de Emancipação foi uma proclamação presidencial e ordem executiva emitida pelo presidente dos Estados Unidos Abraham Lincoln em 1º de janeiro de 1863, durante a Guerra de Secessão. Lincoln a precedeu com a Proclamação Preliminar de Emancipação em 22 de setembro de 1862, que declarava:
Que no primeiro dia de janeiro do ano de nosso Senhor, mil oitocentos e sessenta e três, todas as pessoas mantidas como escravos em qualquer Estado, ou parte designada de um Estado, cujo povo esteja então em rebelião contra os Estados Unidos, serão, a partir de então, e para sempre, livres; e o governo executivo dos Estados Unidos, incluindo sua autoridade militar e naval, reconhecerá e manterá a liberdade dessas pessoas, e não fará nenhum ato ou atos para reprimir tais pessoas, ou qualquer uma delas, em quaisquer esforços que possam fazer por sua liberdade efetiva.
Em 1º de janeiro de 1863, a Proclamação alterou a situação legal sob a lei federal de mais de 3,5 milhões de africanos-americanos escravizados nos estados secessionistas Confederados de escravizados para livres. Assim que uma pessoa escravizada escapava do controle de seu senhor, seja fugindo através das linhas da União ou pelo avanço das tropas federais, ela se tornava permanentemente livre. Em última análise, a vitória da União tornou a proclamação efetiva em toda a antiga Confederação.

## Juneteenth
Em 19 de junho de 1865, Juneteenth, o general dos EUA Gordon Granger chegou a Galveston, Texas, e anunciou a Ordem Geral Nº 3, proclamando a liberdade para os escravizados no Texas, que foi o último estado dos Confederados com escravidão. O Juneteenth é celebrado anualmente em 19 de junho desde então em várias partes dos Estados Unidos. Tornou-se um feriado federal nos Estados Unidos em 17 de junho de 2021, quando o presidente Joe Biden sancionou a Lei do Dia Nacional da Independência do Juneteenth. O dia é observado não apenas para comemorar a emancipação dos afro-americanos escravizados, mas também para celebrar a cultura afro-americana.
Durante a Guerra de Secessão (1861–1865), a emancipação ocorreu em momentos diferentes em diversos lugares do Sul dos Estados Unidos. Grandes celebrações da emancipação, frequentemente chamadas de Jubileus (em referência ao Jubileu da Torá em que pessoas escravizadas eram libertas), ocorreram em 22 de setembro, 1º de janeiro, 4 de julho, 1º de agosto, 6 de abril e 1º de novembro, entre outras datas. Embora 19 de junho de 1865 não tenha sido o fim real da escravidão, mesmo no Texas (como a Proclamação de Emancipação, a ordem militar do General Gordon precisava ser implementada), e embora tenha competido com outras datas para a celebração da emancipação, afro-americanos comuns criaram, preservaram e disseminaram uma comemoração compartilhada do fim da escravidão durante a guerra por todos os Estados Unidos.

## Décima Terceira Emenda à Constituição dos Estados Unidos
A Décima Terceira Emenda (Emenda XIII) à Constituição dos Estados Unidos aboliu a escravidão e a servidão involuntária, exceto como punição por um crime. Ela foi aprovada pelo Senado em 8 de abril de 1864 e pela Câmara dos Representantes em 31 de janeiro de 1865. A Décima Terceira Emenda foi ratificada pelo 27º dos 36 estados da época, cumprindo a exigência constitucional de ratificação por 3/4 dos estados, em 6 de dezembro de 1865. O Secretário de Estado William H. Seward anunciou a adoção da Décima Terceira Emenda em 18 de dezembro de 1865.
A Décima Terceira Emenda foi a primeira das três Emendas de Reconstrução adotadas após a Guerra de Secessão, sendo as outras duas a Décima Quarta e a Décima Quinta Emenda.

## Lei Padrone de 1874
O fim efetivo da escravidão ocorreu com a Lei Padrone de 1874 federal (18 Stat. 251), que foi promulgada em 23 de junho de 1874, "em resposta à exploração de crianças imigrantes em mendicância forçada e crimes de rua, criminalizando a prática de escravizar, comprar, vender ou manter qualquer pessoa em servidão involuntária".

## Conferência de Bruxelas e escravidão no século XX
Desde a abolição da escravidão nos Estados Unidos em 1865, esforços têm sido feitos para eliminar outras formas de escravidão. Em 1890, a Conferência de Bruxelas [en] adotou uma coleção de medidas antiescravagistas para acabar com o comércio de escravos por terra e mar. Em 1904, o Acordo Internacional para a Supressão do Tráfico de Escravos Brancos [en] foi assinado. Em 1926, a Convenção para Suprimir o Comércio de Escravos e a Escravidão foi ratificada.
Mesmo após a escravidão se tornar ilegal há mais de um século, muitas organizações criminosas continuaram a se envolver em tráfico humano e comércio de escravos. Por essa razão, o tráfico humano foi tornado um crime federal. Em 2000, a Lei de Proteção às Vítimas de Tráfico e Violência de 2000 foi assinada.

## Escravidão no século XXI
Em 2014, a Lei de Prevenção do Tráfico Humano foi criada. Ela alterou a Lei de Proteção às Vítimas de Tráfico de 2000 para exigir treinamento para pessoal do governo federal relacionado ao tráfico de pessoas. Em 12 de dezembro de 2000, o Protocolo das Nações Unidas para Prevenir, Suprimir e Punir o Tráfico de Pessoas, Especialmente Mulheres e Crianças foi adotado pela Assembleia Geral das Nações Unidas, e o Escritório das Nações Unidas sobre Drogas e Crime foi encarregado de implementar o protocolo. Em 2002, o Projeto Polaris foi fundado. O Polaris é uma das poucas organizações que trabalham em todas as formas de tráfico, incluindo tanto o tráfico sexual quanto o tráfico laboral. Ele fornece apoio a sobreviventes, sejam homens, mulheres, transgêneros ou crianças, e sejam cidadãos dos EUA ou estrangeiros.

## Mídia
- O filme documentário, 13th, explora a "interseção de raça, justiça e encarceramento em massa nos Estados Unidos".[36] Seu título faz alusão à Décima Terceira Emenda à Constituição dos Estados Unidos, adotada em 1865, que aboliu a escravidão e a servidão involuntária nos Estados Unidos, exceto como punição por um crime. O filme argumenta que a escravidão tem sido perpetuada silenciosamente desde então por meio da criminalização de comportamentos e permitindo que a polícia prenda pessoas negras pobres e as force a trabalhar para o estado. Além disso, "estados carcerários" são gerenciados por corporações prisionais com fins lucrativos.[37]

- Traces of the Trade: A Story from the Deep North, é um documentário de 2008 que foca nos descendentes da família DeWolf, uma proeminente família de comércio de escravos que se estabeleceu em Bristol, Rhode Island e traficou africanos de 1769 a 1820, e no legado do comércio de escravos no Norte dos Estados Unidos.[38][39]